# Suzuki Cappuccino

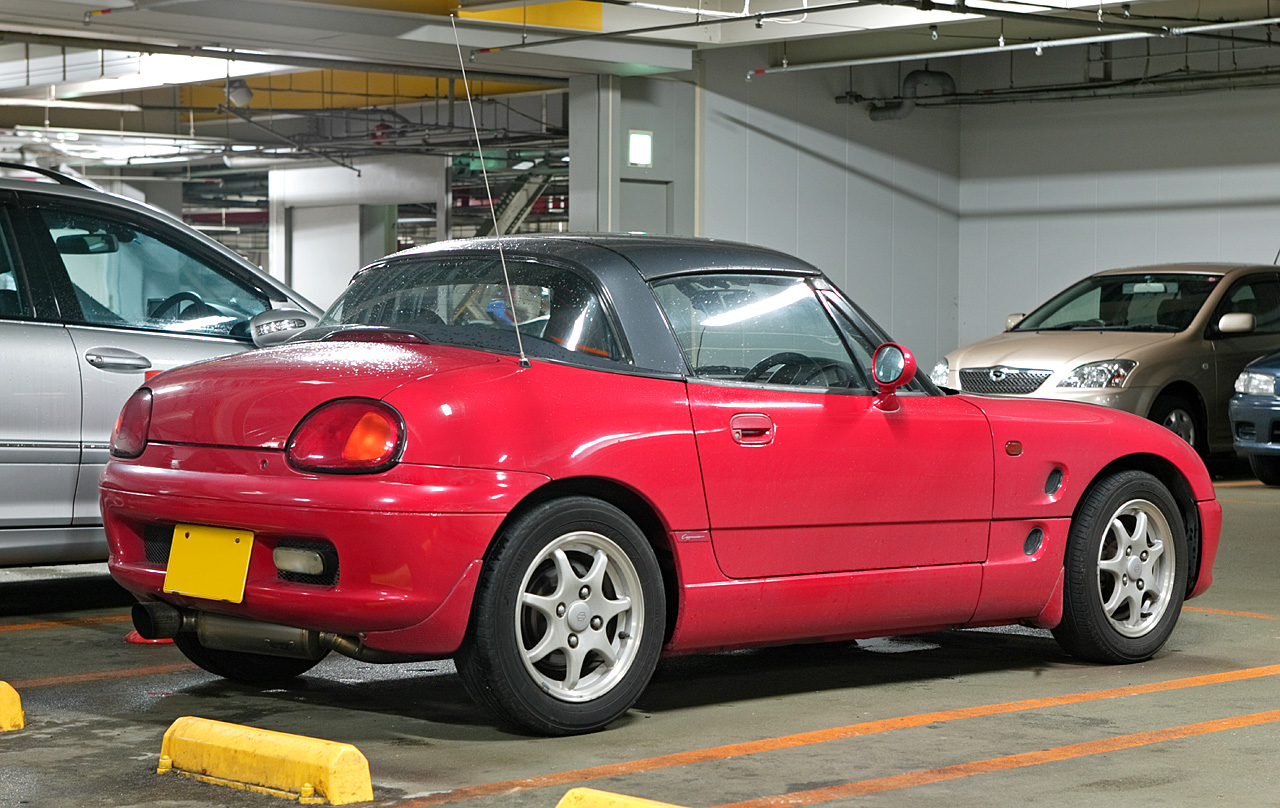
Suzuki Cappuccino

El Suzuki Cappuccino fue un automóvil deportivo del fabricante Suzuki, producido entre los años 1991 y 1998. Es un dos plazas con carrocería descapotable, motor central delantero y tracción trasera, que cumple la reglamentación kei car de Japón.
Su motor era un gasolina F6A de tres cilindros en línea de 659 cc de cilindrada, con turbocompresor, cuatro válvulas por cilindro y doble árbol de levas a la cabeza, que entregaba una potencia máxima de 63 CV y pesaba solamente 700 kg.
El diseño era basado en los antiguos modelos de automóviles ingleses, un techo de fibra de vidrio dividido en tres paneles. El chasis del Cappuccino estaba hecho completamente de aluminio, y estaba equipado con frenos de disco en las cuatro ruedas, doble airbag, aire acondicionado y elevalunas eléctricos.

## Historia
El sueño de volver a crear una imagen deportiva de Suzuki comenzó en 1987 y en el plazo de dos años, el prototipo de automóvil se mostró por primera vez en el Salón del Automóvil de Tokio. El Cappuccino se había desarrollado específicamente para el mercado japonés, y tenía dimensiones reducidas y motor de menos de 660 cc de cilindrada para cumplir con la norma kei car.
El lanzamiento del Cappuccino fue en noviembre de 1991 en Japón, y debuta con el eslogan "Cumplir el sueño del cliente con un deportivo muy accesible".
- Datos: Q2140029
- Multimedia: Suzuki Cappuccino / Q2140029